# Karl Friedrich Wunder

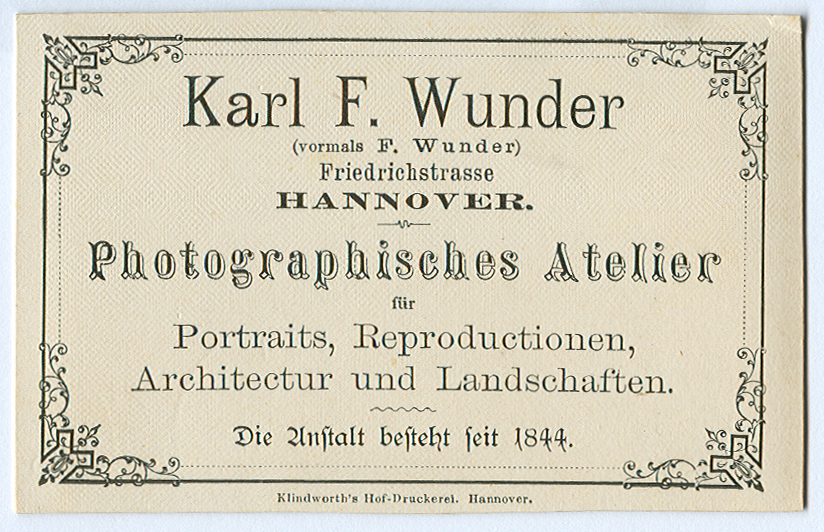
Um 1879: frühe Rückseite einer eigenen „Visitkarte“ von Karl F. Wunder

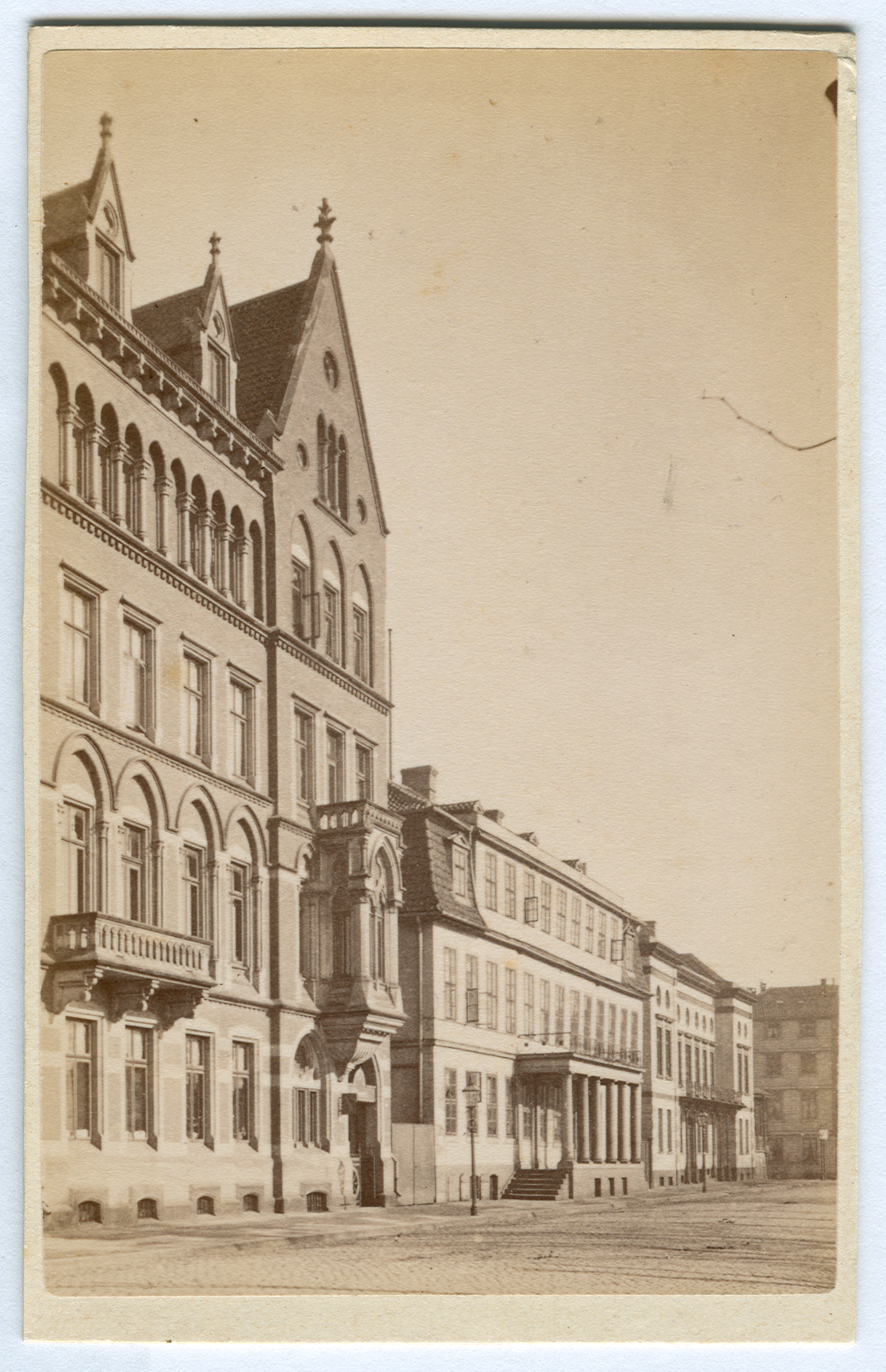
Dieselbe Karte: das neu errichtete Wunder-Haus (links), Wohn- und Geschäftshaus des Fotografen

Karl Friedrich Wunder (* 1849 in Hannover; † 1924 ebenda) war ein deutscher Fotograf und Verleger von Fotobüchern sowie Foto-Ansichtskarten aus Hannover.

## Werdegang
Wunder wurde 1849 als zweitältester Sohn von Friedrich Karl Wunder geboren und erlernte das Fotografieren bei seinem Vater, dessen Betrieb er 1875 übernahm. 
1878 nahm Karl F. Wunder, ebenso wie sein Bruder Otto Wunder, an der Allgemeinen Gewerbeausstellung der Provinz Hannover teil. In der halbamtlichen Gewerbe-Ausstellungs-Zeitung hieß es dazu: „[…] Es sind meist Portraits von bekannten Persönlichkeiten Hannovers in tadelloser Ausführung. Stellung, Belichtung und Retusche lassen nichts zu wünschen übrig - noch gehoben durch die eleganten Rahmen aus der Fabrik von Siegmund Federlein.“
Von 1878 bis 1879 ließ sich Karl Friedrich Wunder durch den Architekten Christoph Hehl das Wunder-Haus als Wohn- und Geschäftssitz in Hannover an der Friedrichstraße (heute Friedrichswall 17) errichten, die damals als erste Adresse galt. Das rote Backsteingebäude in neugotischer Formensprache war der erste bürgerliche, viergeschossige Bau in dem Straßenabschnitt, der zuvor von aristokratischen Palaisbauten dominiert war. Das Gebäude wurde durch die Luftangriffe auf Hannover im Zweiten Weltkrieg beschädigt, seine Fassade blieb jedoch großteils erhalten und steht heute unter Denkmalschutz.
Anfang der 1880er Jahre war Wunder Mitglied im Vorstand des Deutschen Photographen-Vereins, der ersten gesamtdeutschen Interessenvertretung der professionell mit der Fotografie Beschäftigten.
Spätestens 1887 führte Karl F. Wunder ein „Zweiggeschäft in Leipzig unter der Firma Georg Brokesch“.
1886 bis 1889 war Wunder Ausbilder von Waldemar Titzenthaler. Auch der Fotograf Reinhold Thiele absolvierte seine Fotografenlehre bei Karl Friedrich Wunder.
Der Fotobetrieb überstand die Deutsche Inflation 1914 bis 1923 nicht.
Karl und sein Bruder Otto sind im Familiengrab auf dem Engesohder Friedhof neben den Eltern beigesetzt.

## Werke

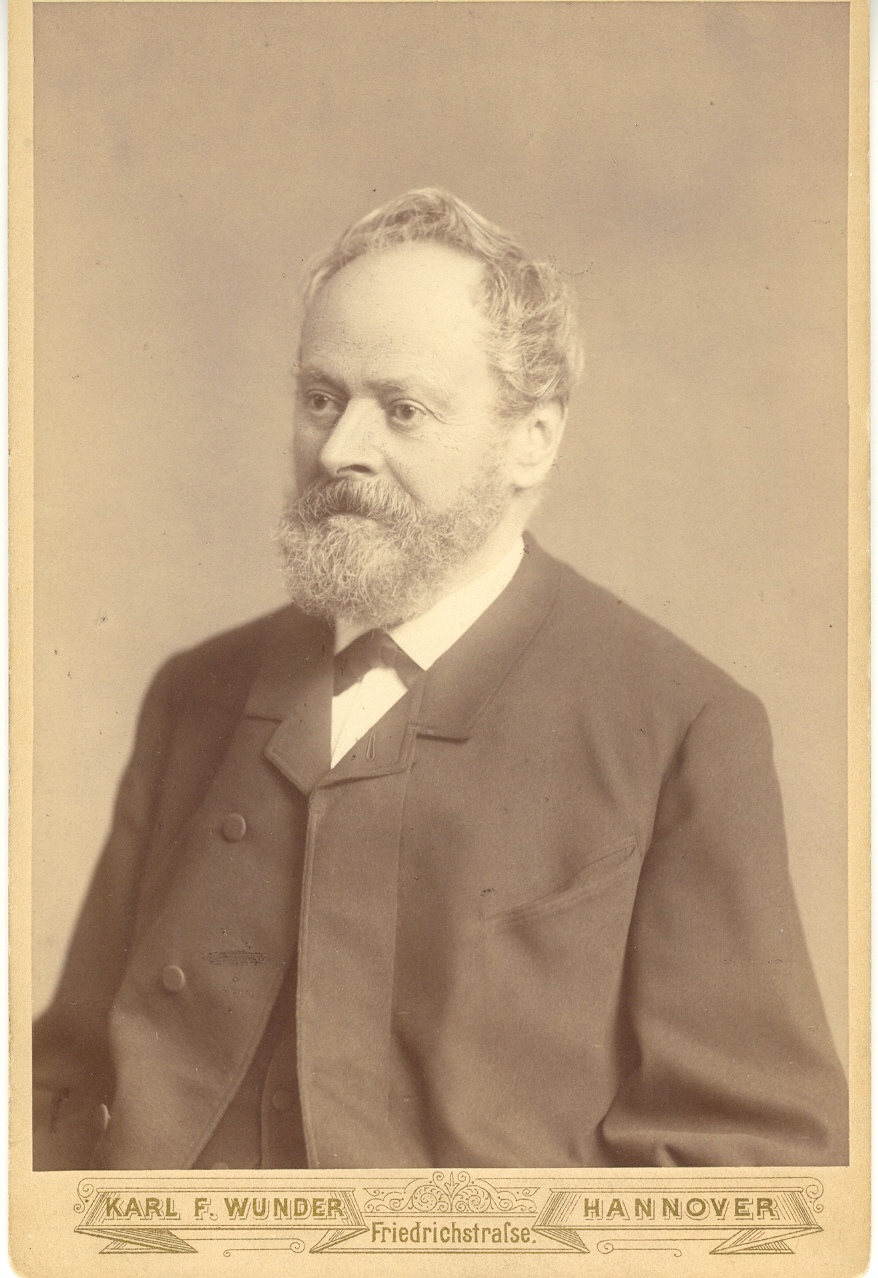
Porträt-Fotografie des Sammlers plattdeutscher Literatur Martin Börsmann;
Carte de visite, Atelier Wunder

Durch die 1875 erfolgte Übernahme des väterlichen Betriebes und der dort vorhandenen Glasnegative sind nicht alle – später datierten – Fotos Karl Friedrich zuzuschreiben, sondern zum Teil noch seinem Vater.
Die fortschreitende Fototechnik ermöglichte kürzere Belichtungen und ganze Serien von Momentaufnahmen, auf denen auch bewegte Gegenstände noch deutlich zu erkennen sind. Er produzierte das Fotobuch Hannover – 26 Ansichten nach künstlerischen Aufnahmen sowie zahlreiche Foto-Illustrationen, wie zum Beispiel in Adolf Kieperts Buch Hannover in Wort und Bild.

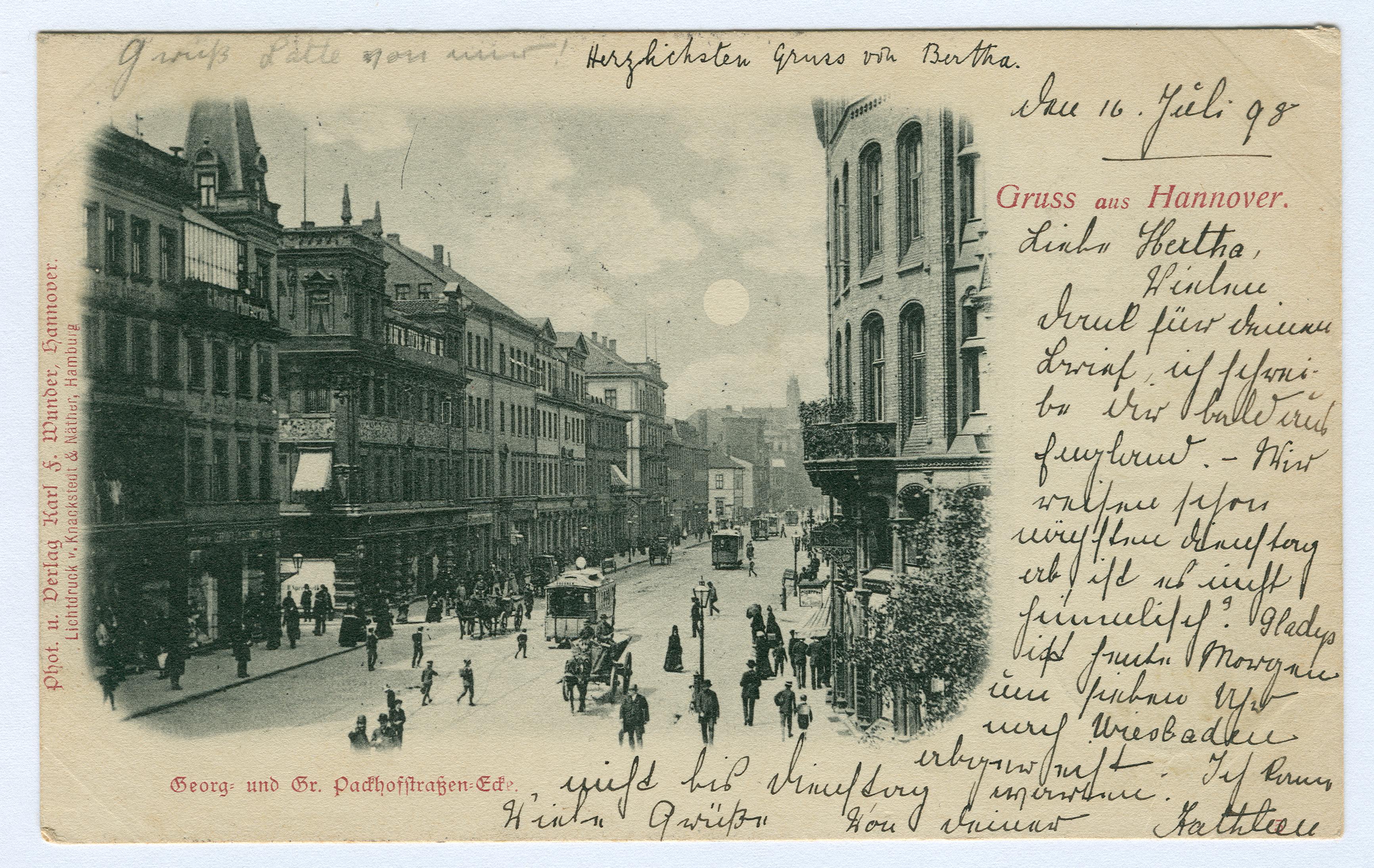
Mondscheinkarte (Ansichtskarte Nummer 5) mit der Georgstraße; im Lichtdruckverfahren hergestellt von Knackstedt & Näther in Hamburg

Ähnlich wie sein hannoverscher Kollege Ludwig Hemmer produzierte auch Karl Friedrich Wunder eine noch unerforschte Anzahl nummerierter, teils auch kolorierter und mittels Lichtdruck hergestellter Ansichtskarten. Bisher konnte eine Nummerierung größer als 1.000 identifiziert werden, zum Beispiel auf Innenaufnahmen des noch unzerstörten ehemaligen Leibnizhauses in Hannover.
Unter diesen nummerierten Karten befinden sich historische Bild-Dokumente aus der Region Hannover, Fotos von Soldaten des deutschen Kaiserreichs im Militärmanöver mit Kanonen auf noch unidentifizierten Terrains, eine Serie sogenannter Ereigniskarten wie der Besuch der Kaiserin Auguste Viktoria in Linden oder auch zahlreiche historische Motive aus dem (heutigen) Nationalpark Harz und dem UNESCO-Welterbe Oberharzer Wasserregal
Wunder produzierte eine noch unbekannte Anzahl von Ansichtskarten ohne Nummerierung; diese wurden vermutlich nicht durch den Fotografen und Verleger selbst vertrieben, sondern für jeweilige Auftraggeber produziert, die die Karten auf eigene Rechnung vertrieben oder für sich Reklame machten.

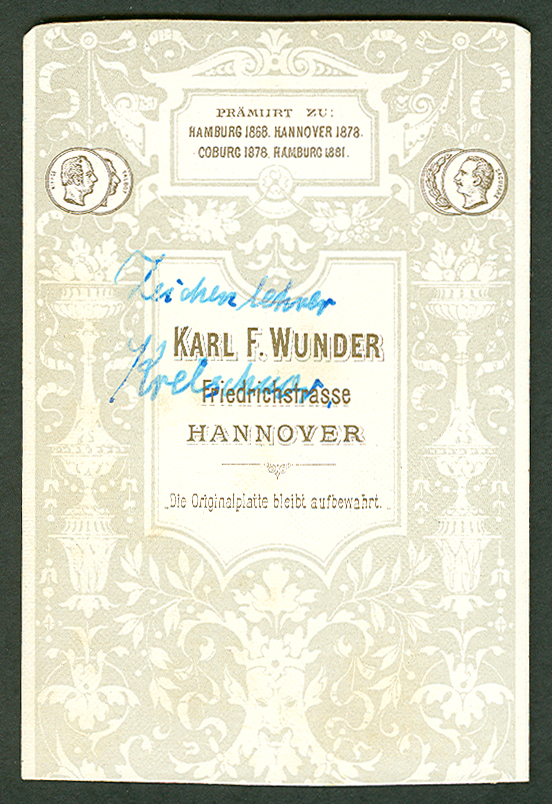
Listung der „Prämierungen“ auf einer Visitkarte von Wilhelm Kretschmer

## Auszeichnungen
Wunder wurde mehrfach „prämiiert“
- 1868 in Hamburg
- 1878 in Hannover
- 1878 in Coburg
- 1881 in Hamburg
- Kleine silberne Staatsmedaille bei der Ausstellung und Wanderversammlung des Deutschen Photographen–Vereins in Weimar vom 12. bis 16. August 1901 (25–jähriges Jubiläum)[16]